# غانكوتسو: الكونت دي مونت كريستو
غانكوتسو: الكونت دي مونت كريستو (بالإنجليزية: Gankutsuou: The Count of Monte Cristo)‏ هو مسلسل أنمي ياباني من انتاج استديو جونزو، مقتبس من رواية الكونت دي مونت كريستو للكاتب ألكسندر دوماس. عرض لأول مرة عام 2004 وانتهى العرض عام 2005.

## القصة
تدور احداث المسلسل في عام 5053، أثناء زيارة إلى مدينة لون التي يقع مقرها على القمر مع صديق طفولته البارون فرانز ديبيناي، يلتقي الفيكونت ألبرت دي مورسيرف بنبل عصامي غامض يُدعى كونت مونت كريستو. بعد أن يساعد الكونت فرانز في إنقاذ ألبرت من عصابة الخاطفين، يقدم ألبرت الكونت إلى المجتمع الراقي في باريس. ويشمل ذلك والد ألبرت الجنرال فرناند دي مورسيرف وزوجته مرسيدس؛ المصرفي القوي البارون جوليان دانغلارز وزوجته فيكتوريا وابنتهما أوجيني وخطيبة ألبرت؛ والمدعي العام لولي العهد في باريس جيرار دي فيلفورت، وزوجته الحالية هيلويز، وابنة زوجته الأولى فالنتين. يلتقي ألبرت لاحقًا برفيقة الكونت الأميرة الغريبة هايدي والماركيز أندريا كافالكانتي، وهو نبيل لامع سرعان ما حل محل ألبرت كخطيبة أوجيني من خلال تأثير الكونت. خلال القصة، يتم الكشف هوية الكونت الحقيقية وهدفه الرئيسي بالانتقام.

## الشخصيات
- الكونت مونت كريستو:

رجل غني وغامض، يملك بشرة زرقاء اللون كمصاصي الدماء وجسداً بارداً كالموتى كما أن الطعنات والطلقات لا تقتله، مصاب بمرض غريب لا شفاء له يجعله غير قادر على تناول الطعام مثل بقية الناس ويكتفي بدوائه الغريب فقط، دائماً ما يصاب بحالات من الهيستيريا يبدأ معها بالتقهقر من شدة الألم أو الصراخ وربما الضحك بهيسترية كما تظهر معها عيون مجهولة على جبينه، تعرف على ألبيرت في لونا وطلب منه تعريفه على باريس عند زيارته له، أتى إلى باريس ليتم خطته الانتقام من الأشخاص الذين دمروا حياته وسلبوه كل ما يملك في الماضي.
- ألبيرت دي مورسيرف:

فتى ساذج وبريء، يؤمن بقوة الحب ودائماً ما يغازل الفتيات بحثاً عن الحب الحقيقي ومحاولة منه لنسيان إجبار أهله للزواج من يوجيني إبنه البارون دانغلارز، تربطه بفرانز علاقة صداقة قوية منذ الطفولة، قابل الكونت في القمر لونا وأعجب بشخصية الكونت الغامضة ووافق على مساعدته في التعرف على مدينة باريس عند زيارته لها في ال22 من مايو، مع عدم علمه بنواياه الشريرة خلفه.
- فرانز ديبيني:

فتى وسيم وهادئ متحفظ كثيراً في علاقاته، صديق ألبيرت منذ الطفولة ويحبه جداً ودائماَ يحذره من الكونت ويحاول أبعاده عنه وحمايته من الأخطار بشتى الوسائل حتى لو كلفه الأمر حياته، وهو خطيب فالانتاين وعلى الرغم من حبه لها فهو يرفض إقامة علاقة معها لأنه يؤمن أن الحب جالب للمشاكل.
- يوجيني دي دانغلارز:

صديقة ألبيرت وفرانز منذ الطفولة وهي خطيبة البرت لكنها تعامله ببرودة، تحب العزف على البيانو وتتمنى أن تصبح بيانو محترفة في المستقبل، تكره عائلتها وتؤمن أنها الأسوأ على الإطلاق فوالدها عبد مال جشع وأمها خائنة تخون والدها مع الكثير من الأخدان وتتمنى لو كان بمقدورها الهرب منهما لأبعد مكان يمكنها العزف فيه بحرية.
- هايدي:

أميرة كوكب جانينا، بعد مقتل والديها تباع في سوق النخاسة وهناك يشتريها الكونت وتقيم معها في قصره كعشيقة له، تحب الكونت بشدة وتعتبره ألطف إنسان في الكون فهو من أنقذها من الشقاء و أعطاها أملاً في الحياة، تقضي أغلب وقتها في حديقة الكونت الذهبية في العزف ودائماً ما كانت تعزف على القيثارة للتعبير عن حبها الكبير للكونت، تحمل معها خنجر أمها أين ما ذهبت وتخطط للانتقام من قاتل والديها.
- جنرال فيرنارد دي مورسيرف:

جنرال نال لقب الكونت لإنجازاته العظيمة في الحرب الكبرى وهو والد ألبيرت، يحبه الجميع ويعامله كبطل ولكن في الحقيقة هو رجل جبان وخائن غدر بصديقه إدموند الذي كان يعتبره صديقه الوفي لأنه كان يغار منه بسبب حب مرسيدس لإدموند وبسبب نجاحاته في السفينة فرعون، كان أحد الأشخاص الذين تسببوا في سجنه.
- مرسيدس دي مورسيرف:

امرأة جميلة و وقورة وهي والدة ألبرت و خطيبة إدموند السابقة، تزوجت مرسيدس من فيرنارد بعد فترة من إعلان موت ادموند، سوف تشك في هوية الكونت عندما يأتي إلى باريس.
- البارون دانغلارز:

والد يوجيني مالك أحد أعظم المصارف في باريس، يحب المال و الثروة ومستعد للتضحية بعائلته من اجل المال، لا يهتم بعائلته حتى أنه قام بخطبة ابنته يوجيني من ألبيرت من أجل زيادة ثروته، وقد ساعد في سجن ايدموند لان ايدموند هدده إذا لم يسلم المال الذي اختلسه فسوف يبلغ عنه.
- فيكتوريا دي دانغلارز:

زوجة دانجلرس وهي سيدة صريحة، تحب حصانها ايكليبس وترفض عرضه للبيع مهما كانت العروض عليه، ذات علاقات عديدة خارج نطاق الزواج كما أن لديها ماضي سيئ مع إحدى علاقاتها.
- فالانتاين دي فيلفورت:

فتاة لطيفة وخجولة وهي خطيبة فرانز وتميل لفرانز لكنه يرفض إقامة علاقة معها على الرغم من حبه لها، فيما بعد تميل لماكسيمليان، تقضي معظم وقتها مع جدها نوراتييه حيث تبث لها شكلها وآلامها وهي الوحيدة القادرة على فهمه هي وخادمه باروا، تعامل والدها فيفورت وزوجته الثانية هيلويس معاملة رسمية كما أنها تكره واقعها وكما هو الحال مع يوجيني فهي تتمنى لو كان بمقدورها الهرب منه.
- ماكسيمليان موريل:

شخص قوي وشجاع وهو ابن مالك السفينة فرعون الكابتن موريل، وهو يميل لفالانتاين ويحبها بشدة منذ قابلها للمرة الأولى.
- بيبو:

إحدى أعضاء عصابة لويجي فامبا، تقابل ألبيرت في لونا، هي في الأصل فتى متحول إلى فتاة.
- جيلارد دي فيلفلورت:

مدعي عام و والد فالانتاين، شديد القسوة مع كل الذين قضاهام فكان يحكم عليهم بالموت لأتفه التهم، وهو أحد من ساعد في سجن ادموند دانتيس حفاظاً على منصبه.
- نوراتيير دي فيلفلورت:

رجل عجوز أبكم ومقعد وهو جد فالانتاين ووالد فيلفورت، صاحب أعمال وخدمات جليلة في الحرب الكبرى، بسبب عدم قدرته على الكلام والحركة فلا أحد يفهمه سوى حفيدته فالانتاين وخادمه باروا، يهتم بحفيدته كثيراً ويروح لها السعادة.
- هيلويس دي فيلفلورت:

زوجة فيلفورت الثانية، امرأة جميلة وذكية لكنها قاسية على فلانتاين لأن كل ميراث العائلة سيكون لها بينما ابنها إدوارد لن يرث شيئاً، لديها حديقة سرية تزرع فيها النباتات السامة وتتعلم كيمياء السموم لاستخدامها في أغراضها الشريرة.
- إدوارد دي فيلفلورت:

ابن فيلفورت من زوجته الثانية هيلويس، فتى مدلل وفاسد بسبب تربية أمه السيئة وتدليلها الزائد له فهو يعبث في القصر ويحطم التحف الثمينة والمقتنيات لعلمه بأن لا أحد سيوبخه، كما يتلفظ على من هم أكبر منه بأقذع الألفاظ.
- لوسيان ديربي:

صديق ألبيرت ويعمل سكرتيراً عند وزير الداخلية الفرنسية وقد تقلد فيها أعلى المناصب لمواهبه الفذة رغم صغر سنه، له علاقات مالية عند دانغلارز.
- بوتشامب:

صديق لألبيرت يعمل صحفياً في صحيفة باريسية جريئة، مستقيم يأبى نشر الأكاذيب والمجاملات إنما الحقيقة فقط ولا شيء سواها حتى لو كلن ذلك على حساب أحد أصدقائه، يهوى التقاط الصور ودائماً يحمل كاميراته أينما ذهب بحثاً عن الصور والأخبار.
- رينود:

صديق لألبيرت وهو أحد الجنود الذين شاركوا في الحرب وأصبح تحت إمرة ماكسيميليان بعد إنقاذه لحياته، مهووس بالسيارات لدرجة أنه ينادي سيارته «طفلتي الصغيرة» كما أنها ظهرت بطلائين مختلفين في الأنمي.
- بيرتوتشو:

محاسب الكونت وكبير خدمه، رجل قوي وشجاع كما أنه مخلص للكونت ويحترمه بشده لدرجة أنه يتمنى لو كان بمقدوره خدمته لآخر يوم من حياته.
- بابتيستان:

رجل قوي وصاحب شخصية مرحة وفكاهية وهو أحد خدم الكونت المخلصين، دائماً ما كان يتدرب مع الكونت على المبارزة.
- علي:

خادم فضائي قوي وفارع القامة وهو أحد خدم الكونت المخلصين الذي أشتراه من سوق النخاسة من كوكب جانينا، دائماً ما يكون بجوار هايدي لحمايتها، بارع في استخدام الأنشوطة وترويض الخيل ولديه العديد من القدرات الخارقة التي يستخدمها في خدمة الكونت.
- غانكوتسو:

غانكوتسو يعني ملك الكهف باللغة اليابانية، شيطان غامض يعيش على الاستحواذ على أجساد البشر مستغلاً مشاعرهم السلبية نحو الانتقام والحقد وتضعفه مشاعرهم الإنسانية، تم القبض عليه بطرق مجهولة وإيداعه سجن شاتو دي إيف في الفضاء، بقيت هويته لغزاً غامضاً لا يتم كشفه للعامة.
- لويجي فامبا:

رئيس العصابة في قمر لونا، سفاح سادي يهوى سحب الناس إلى السراديب المظلمة ليعذبهم ومن ثم يقتلهم بأبشع طريقة ممكنة.
- بيبينو:

مجرم حقير وسائل لا يتردد في قتل أي كان من أجل الحصول على المال، أحد أعضاء عصابة لويجي فامبا.
- فيليستا:

زوجة لويجي فامبا وهي مثله سادية تتمتع بتعذيب ضحاياها قبل قتلهم.
- ميشيل:

سكرتيرة دانغلارز الآلية، تساعده كثيراً في القيام بجميع معاملاته التجارية.
- باروا:

خادم نوراتيير والوحيد القادر على فهمه هو وفالاتنياين، يخدم عائلتهم بإخلاص من أمد بعيد.
- جولي موريل:

أخت ماكسيميليان متزوجة من إيمانويل وأم لطفلين فتى وفتاة، تظهر فقط في الحلقة الأخيرة، حسب الرواية تمتاز عائلتهما البسيطة بالرضا بالمكتوب والقناعة بالنصيب الأمر الذي جعلهم يعيشون بسعادة لا مثيل لها.
- إيمانويل:

زوج جولي أخت ماكسيميان ويظهر في الحلقة الأخيرة فقط، حسب الرواية فهو في مرتبة أعلى قليلاً من عائلة موريل الأمر الذي حال دون زواجهم بادئ الأمر لكن تمتكن جولي من الزواج منه بعد تحسن أوضاعهم المادية.

## الممثلون
- مروان فرحات - الكونت مونت كريستو
- زياد الرفاعي - ألبرت
- رأفت بازو - فرانز
- نضال حمادي - لوسيان / بابتين
- عادل أبو حسون
- محمد خير أبو حسون - دينكلز / بيرتو ورينو
- هزار الحرك - يوجيني / السيدة الواز
- مأمون الفرخ - ماكسيمليان واندريه
- هشام كفارنة
- يوسف المقبل
- محمد خرماشو فلفورت
- لينا ضوا - الآنسة فالنتاين / ادوارد 
و
- مأمون الرفاعي - الجنرال فرناند
- أنجي اليوسف - هايدي
- فاطمة سعد - مرسيدس
- مجد ظاظا - بيبو
- آمال سعد الدين
- يحيى الكفري - الراوي

## روابط خارجية
- غانكوتسو: الكونت دي مونت كريستو على موقع IMDb (الإنجليزية)
- غانكوتسو: الكونت دي مونت كريستو على موقع كينوبويسك (الروسية)
- غانكوتسو: الكونت دي مونت كريستو على موقع ألو سيني (الفرنسية)
- غانكوتسو: الكونت دي مونت كريستو على موقع قاعدة بيانات الفيلم (الإنجليزية)
- غانكوتسو: الكونت دي مونت كريستو على موقع ANN anime (الإنجليزية)